# Barone Jermyn
Barone Jermyn (Baron Jermyn) di St Edmundsbury, era un titolo ereditario della nobiltà britannica nella Parìa inglese (Pari d'Inghilterra). 
Il titolo venne creato nel 1643 per Henry Jermyn, con possibilità, in mancanza di eredi maschi, di trasmetterlo anche ai suoi nipoti. Nel 1660 venne onorato ulteriormente del titolo di Conte di St Albans, con trasmissione normale unicamente ai suoi figli maschi. Alla morte del conte nel 1684 la contea si estinse mentre nella baronia venne succeduto da suo nipote, il II barone. Questi era già stato membro del parlamento in rappresentanza della costituente di Bury St Edmunds. Alla sua morte il titolo passò a suo fratello minore, il III barone. Questi era già stato creato Barone Dover nel 1685. Nel 1689 il deposto Giacomo II d'Inghilterra lo creò Barone Jermyn di Royston, Barone Ipswich, Visconte Cheveley e Conte di Dover nella Paria giacobita. Ad ogni modo, questi titoli non vennero riconosciuti dal governo inglese, anche se genericamente Jermyn venne conosciuto come conte di Dover. Tutti i titoli si estinsero alla morte di Jermyn nel 1708.

## Baroni Jermyn (1643)
- Henry Jermyn, I conte di St Albans, I barone Jermyn (c. 1604–1684)
- Thomas Jermyn, II barone Jermyn (m. 1703)
- Henry Jermyn, III barone Jermyn, I barone Dover (c. 1636–1708)